# Município Cuilo
Município Cuilo är en kommun i Angola.   Den ligger i provinsen Lunda Norte, i den norra delen av landet, 700 km öster om huvudstaden Luanda.
I omgivningarna runt Município Cuilo växer huvudsakligen savannskog. Runt Município Cuilo är det mycket glesbefolkat, med 4 invånare per kvadratkilometer.